# Židovský hřbitov v Olomouci
Židovský hřbitov se nachází v severozápadní části města Olomouc, na třídě Míru ve čtvrti Neředín. Je volně přístupný v otvírací době městského hřbitova, jehož je součástí.

## Historie a popis

### Starý hřbitov
Od roku 1867 do roku 1900 se pohřbívalo na hřbitově, jenž byl zřízen v západní části dnešních Smetanových sadů. V době jeho založení ve městě žilo téměř 1700 Židů z celkových necelých 22 tisíc obyvatel. U jeho jihovýchodní stěny stál hrobnický domek čp. 73. Část náhrobků pak byla přenesena do východní části ústředního hřbitova v Neředíně. Areál starého hřbitova byl ve 20. letech 20. století přeměněn na park.

### Nový hřbitov
Nově zřízené pohřebiště se rozkládá vpravo od hlavní brány na ploše přes 9 000 m².
Blízko kovové vstupní brány označené Davidovou hvězdou byla postavena novogotická obřadní síň s Davidovou hvězdou v průčelí. Budova patří mezi kulturní památky České republiky. Pamětní desky obsahující jména 1 520 židovských obětí 2. světové války z Olomouce, jež byly původně umístěny v jejím interiéru, byly přestěhovány do předsíně modlitebny na Komenského ulici čp. 7.
Do památkové ochrany byl zařazen i pomník mučedníkům židovského vyznání z doby druhé světové války umístěný v severní části areálu, který byl odhalen 23. října 1949.
Na hřbitově najdeme kolem jednoho tisíce náhrobních kamenů především z první poloviny 20. století, většinou černých s českými i německými nápisy. Přemístěny sem byly ale i stély ze původního hřbitova, které jsou rozmístěny převážně kolem obřadní síně.
Mezi slavné lokální osobnosti zde pohřbené patří například básník Vlastimil Artur Polák, bohatí olomoučtí průmyslníci Broch, Briess či Brach, anebo představitelé místní židovské komunity, jako byl Ludwig Meissner anebo sladovník Eduard Hamburger.
Areál je ohrazen zdí z režných cihel se zpevňujícími pilířky, cesty mezi hroby jsou lemovány vzrostlými stromy, a celkově je udržován v dobrém stavu.

## Galerie

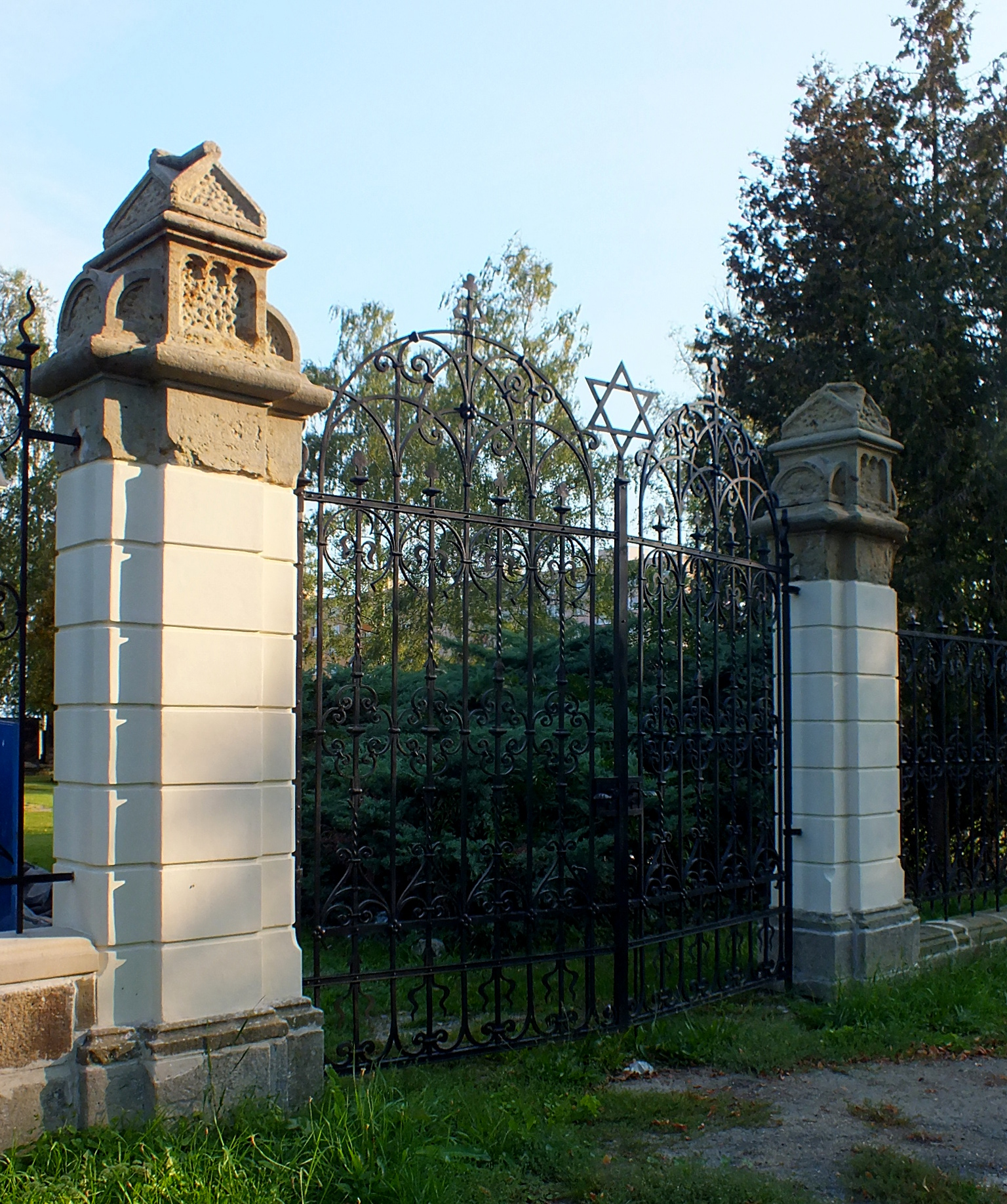
Vstupní brána
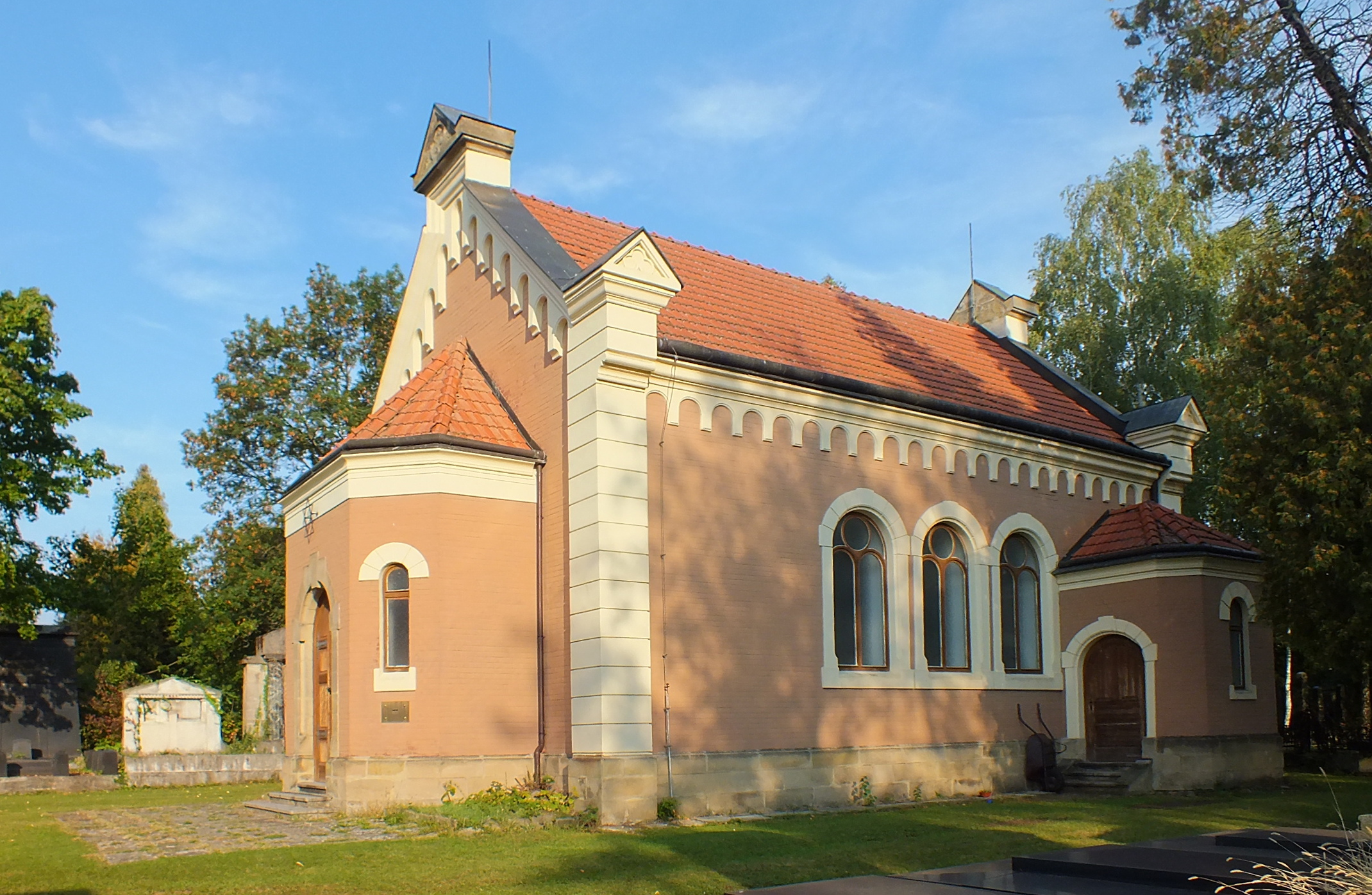
Bývalá obřadní síň hřbitova
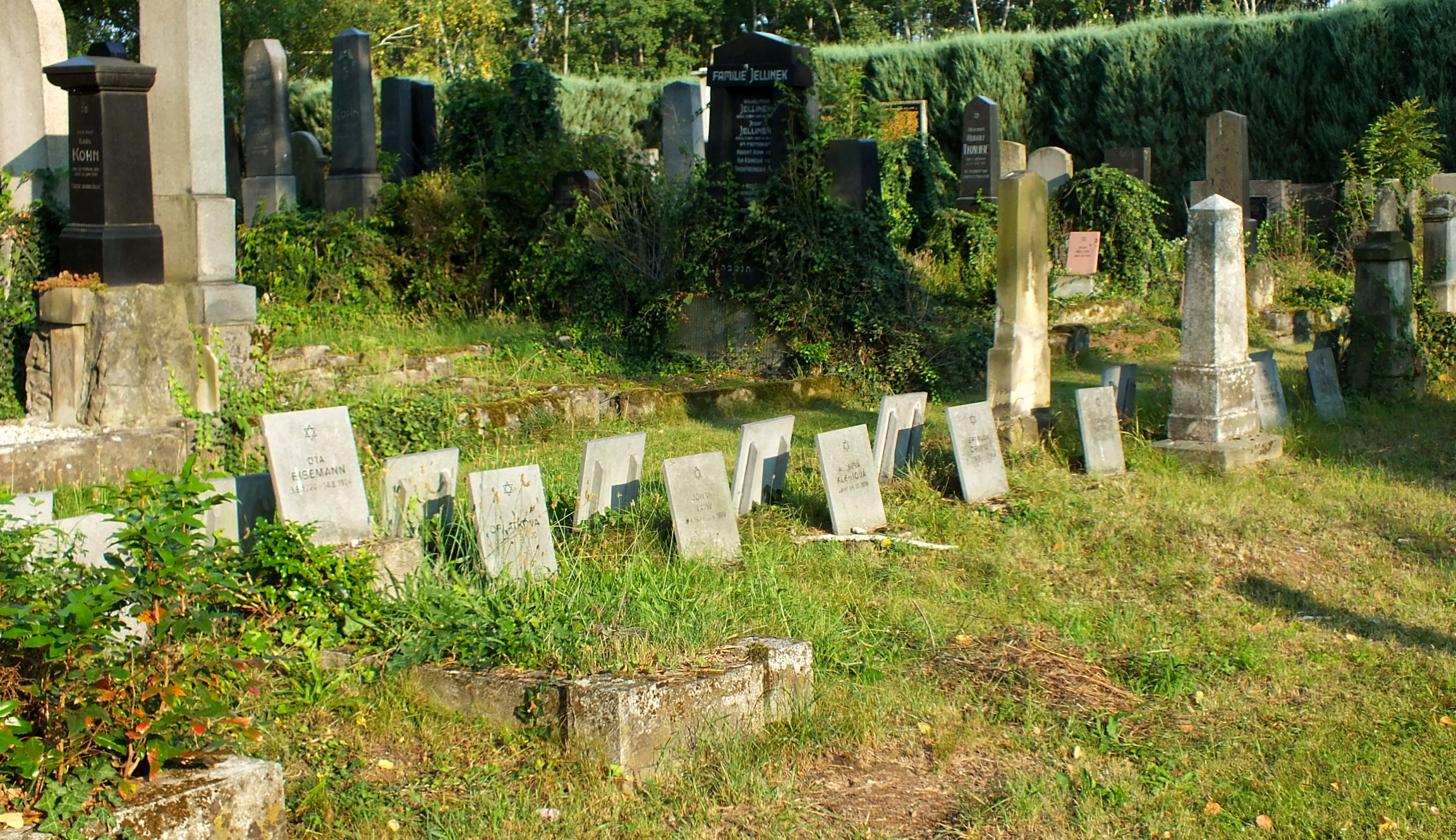
Dětské náhrobky
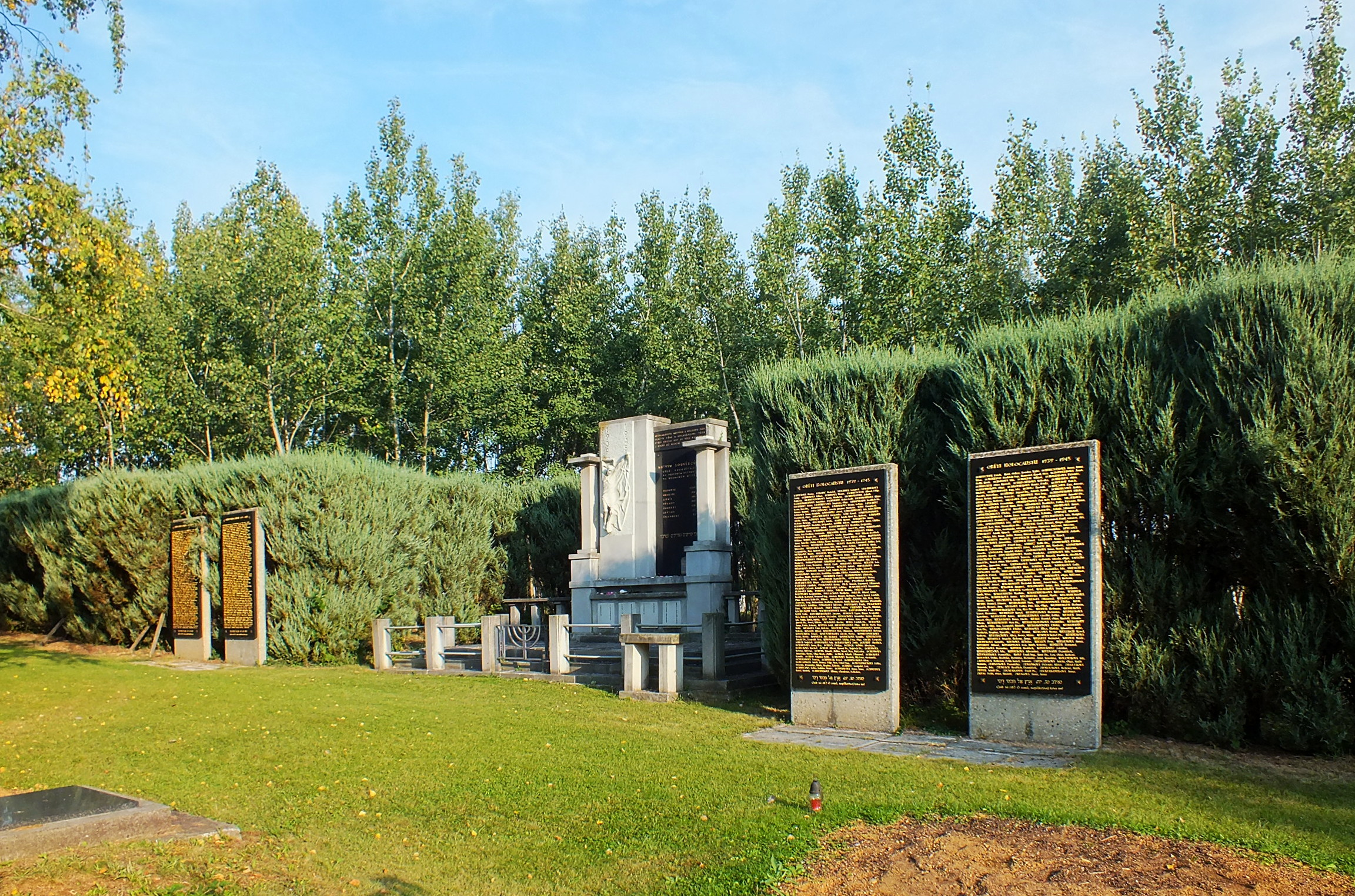
Památník obětem nacismu během 2. sv. války
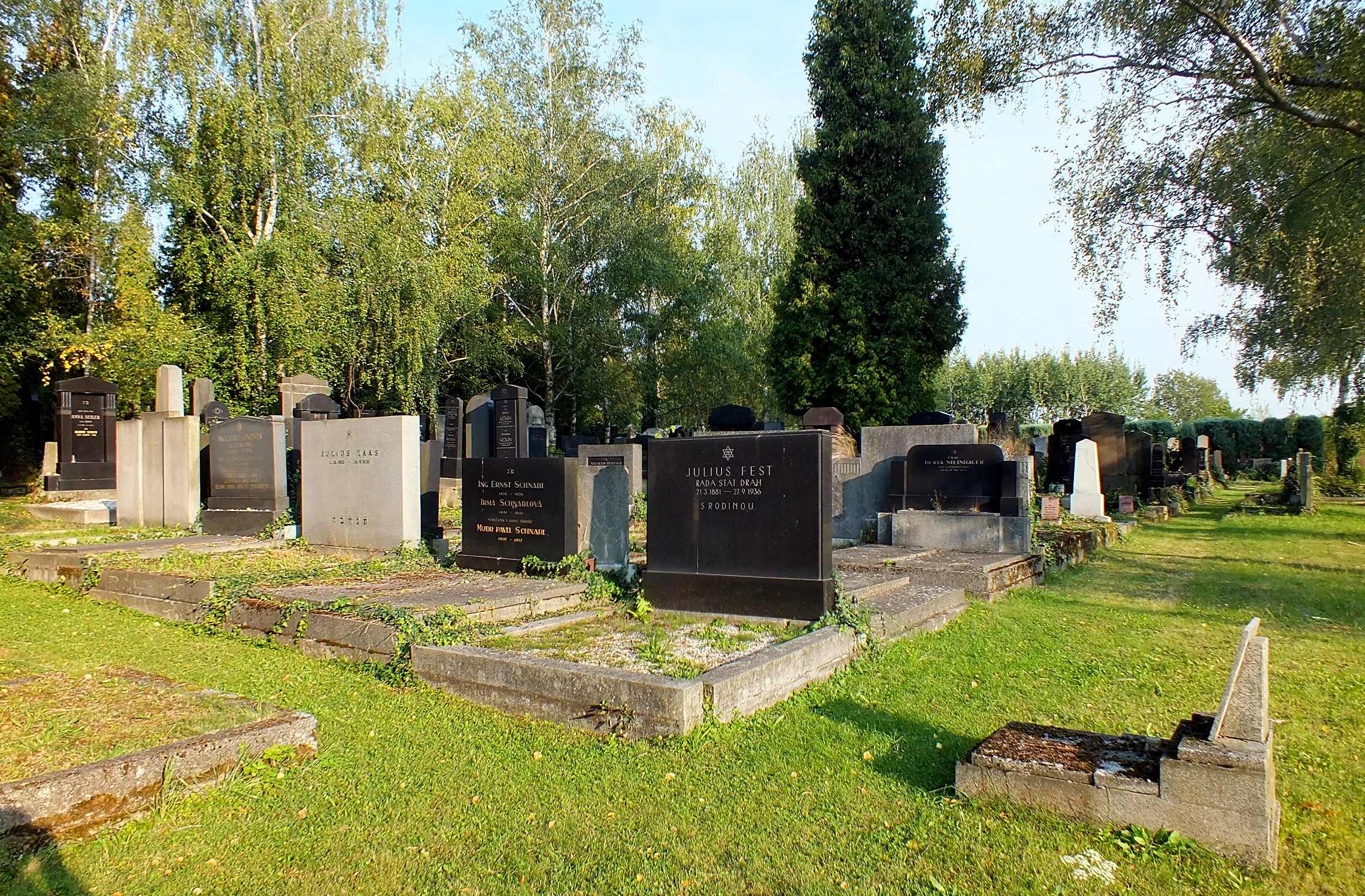
Náhrobky na hřbitově
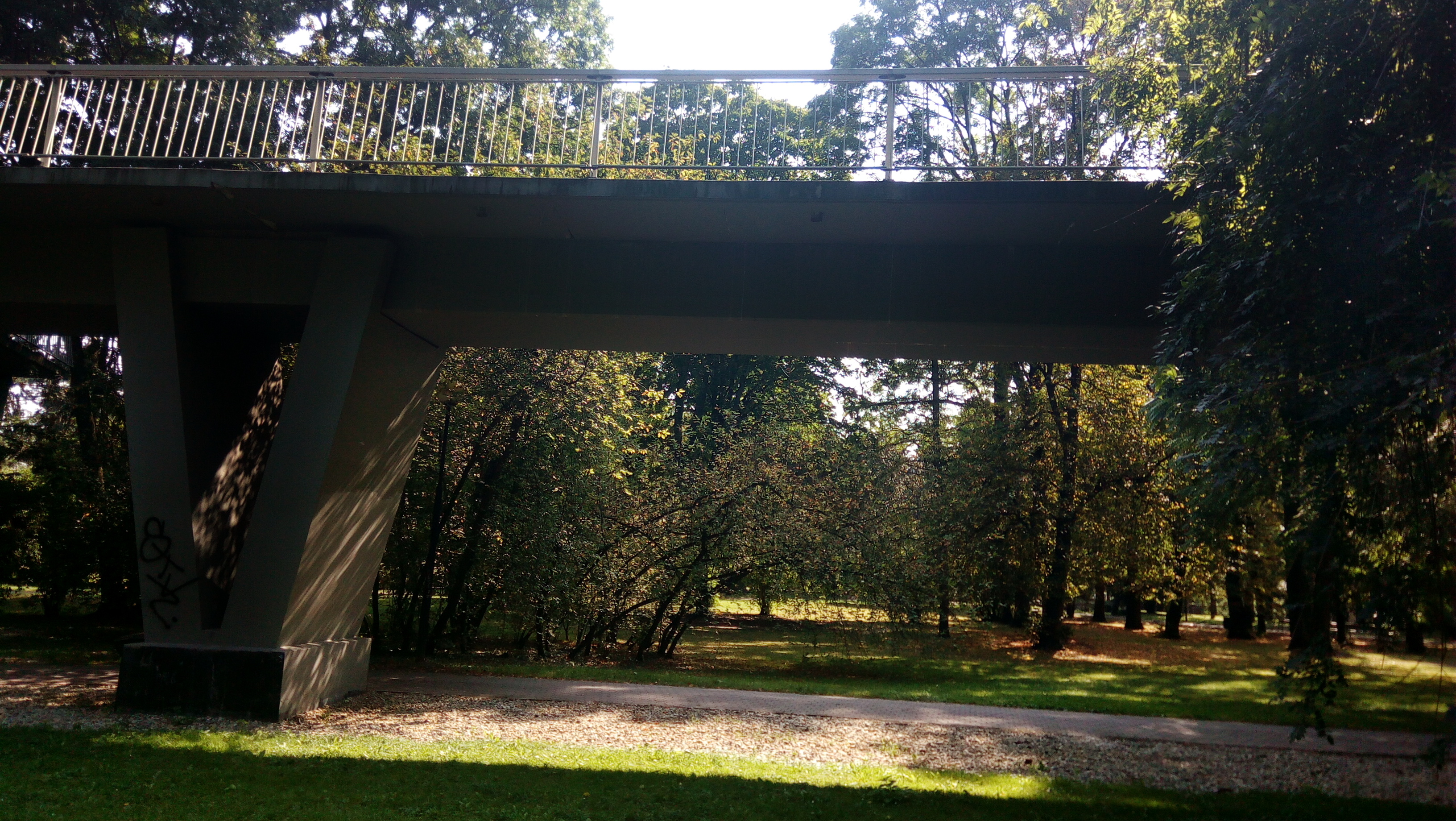
Místo, kde býval starý ŽH ve Smetanových sadech